# Потисак за ноге
Потисак за ноге (Лег прес) је сложена вежба  са теговима у којој појединац користи ноге да гурне тежину или отпор од себе. Термин "машина за потисак за ноге" односи се на справу која се користи за извођење ове вежбе. Потисак за ноге се може користити за процену укупне снаге доњег дела тела спортисте (од глутеуса максимуса до мишића доњих ногу). Може помоћи у развијању снаге за чучњеве. Ако се изводи исправно, коси потисак за ноге може помоћи у јачању колена која могу поднети веће слободне тегове, с друге стране, постоји и ризик од озбиљних повреда, јер закључана колена могу бити савијена у погрешном правцу током вежбе. Потисак за ноге игра важну улогу у побољшању стабилности и равнотеже доњег дела тела, чинећи га идеалним за функционалне и спортске активности.
Може се изводити у варијантама, на пример са једном ногом, или са тракама које се прикаче на потисак за ноге.

## Врсте
Постоје две главне врсте притиска ногу:
- Дијагонални (коси) или вертикални потисак за ноге типа "сањке". Тегови су директно причвршћени на сањке, које су постављене на шине. Корисник седи испод сањки и гура их нагоре стопалима. Ове машине обично укључују подесиве сигурносне носаче који спречавају корисника да остане заробљен испод тежине.

- Потисак за ноге типа "сајла", или "седећи потисак за ноге", често се налази у мултифункционалним справама. Овај тип укључује корисника који седи усправно и гура напред стопалима на плочу. Плоча је повезана са стогом тегова дугачком челичном сајлом.

## Групе мишића
Потискање ногу ради следеће мишићне групе:
- Квадрицепс
- Задња ложа (хамстринг)
- Глутеус максимус
- Листови (делимично)

Промена угла између сањки и наслона или положаја стопала на плочи ставља већи нагласак на једну или другу мишићну групу.

## Величина подизања притиска ногу
Како дијагонални потисак за ноге укључује гурање тежине дуж косе стазе, уместо подизања вертикално, могуће је да спортисти за јачање снаге гурају веома велику тежину у поређењу са другим вежбама.

## Варијације

### Једноноги
Потисак за ноге може се изводити са само једном ногом. Ово може помоћи у јачању стабилизационих мишића. Понекад се сматра „функционалнијом“ вежбом од билатералног потиска за ноге са обе ноге, јер боље реплицира спортске или атлетске покрете где се углавном користи једна нога. Према речима НФЛ квотербека Колина Каперника, „Волим рад са једном ногом, јер као квотербек ретко када су ти обе ноге стационарне и на тлу.“ Извођење вежбе са једном ногом такође може помоћи у корекцији неравнотеже снаге између ногу. То је зато што током билатералног потиска за ноге са обе ноге једна страна може бити претерано доминантна. Рад са обе ноге наизменично, у једностраном маниру, значи да свака нога мора да изврши исту количину рада. 

### Стојећи
Стојећи потисак за ноге је једнострана варијација која се изводи са једном ногом на поду, док је друга нога постављена испред особе на зиду. Држећи једну ногу на поду, особа савија ногу и приближава се зиду, а затим исправља ногу и удаљава се од зида, итд. Алтернативно, може се користити непокретна сањка или справа са сајлом како би пружила отпор против ког особа гура.